# Ute Engelhardt
Ute Engelhardt (* 31. Januar 1956 in Mainz) ist eine deutsche Sinologin und Fachautorin zahlreicher Veröffentlichungen zur Traditionellen Chinesischen Medizin.

## Leben
Ute Engelhardt studierte in Freiburg, Taiwan und München Sinologie, Japanologie und chinesische Kunst und Archäologie sowie theoretische Grundlagen der chinesischen Medizin. Ihre Magister-Arbeit im Jahr 1981 war eine der ersten wissenschaftlichen Arbeiten in westlicher Sprache zum Thema Taiji. 1985 promovierte sie an der Ludwig-Maximilians-Universität München zum Thema Qigong. Dort lehrt sie seit 1988 als Lehrbeauftragte; seit 2013 ist sie wissenschaftliche Dozentin für TCM an der TU München. Von 1977 an war sie Schülerin und Mitarbeiterin des Sinologen Manfred Porkert. Seit 1978 unterrichtet sie auch praktisch Taiji und Qigong.
Sie ist seit 1986 Chefredakteurin der Zeitschrift Chinesische Medizin und seit 1996 Vize-Präsidentin der Societas Medicinae Sinensis (SMS).
Neben ihrer Lehrtätigkeit forscht sie auf den Gebieten Daoismus, chinesische Lebenspflege (yangsheng), Diätetik, Arzneimittelkunde, Qigong und Taiji. Ihre Forschungsarbeiten wurden unter anderem von der Deutschen Forschungsgemeinschaft gefördert.

## Schriften
- mit Carl-Hermann Hempen: Chinesische Diätetik (3. Auflage). Elsevier, München 2006, ISBN 3-541-11871-7.
- mit G. Hildenbrand, C. Zumfelde-Hüneburg (Hrsg.). Leitfaden Qigong. Urban & Fischer in Elsevier, München 2007, ISBN 978-3-437-56340-9.
- Die klassische Tradition der Qi-Übungen (Qigong). 2. Auflage. Medizinisch Literarische Verlagsgesellschaft, Uelzen 1997, ISBN 3-88136-185-5.
- Theorie und Technik des Taiji Quan. WBV Biologisch-Medizinische Verlagsgesellschaft, Schorndorf 1981, ISBN 3-921988-32-2.
- mit Agnes Fatrai und Stefan Uhrig (Hrsg.): Chinesische Medizin in der Augenheilkunde. Urban & Fischer, München 2005, ISBN 3-437-56630-X.
- mit Michael Hoffmann und Agnes Fatrai (Hrsg.): Chinesische Medizin in der Hals-Nasen-Ohrenheilkunde. Urban & Fischer, München 2011, ISBN 978-3-437-57640-9.